# Karin Frank
Karin Frank (* 1972 in Wien) ist eine österreichische Bildhauerin.

## Leben
Karin Frank absolvierte von 1987 bis 1991 eine Ausbildung für Grafikdesign an der Graphischen Lehr- und Versuchsanstalt in ihrer Geburtsstadt Wien. Danach studierte sie von 1992 bis 1997 an der Akademie der bildenden Künste Wien, wo sie die Meisterklasse von Michelangelo Pistoletto besuchte. Im Rahmen des Erasmus-Programms studierte sie 1995 an der Kunstfakultät der Universität Complutense Madrid.
Mit Hilfe von Stipendien reiste Frank 1998 und 2001 nach St. Petersburg. 2002 erhielt sie den Anerkennungspreis des Landes Niederösterreich. Durch Stipendien des Bundeskanzleramtes sowie der Bundesministerien BMUKK und BMKOES geförderte Studienaufenthalte führten sie unter anderem nach Fujino in Japan (2006), Krumau in Tschechien (2011) und Rom (2014).
Seit 1997 nimmt Frank an Ausstellungen teil. 2004 präsentierte die Neue Galerie Graz einige ihrer Werke in einer katalogbegleiteten Einzelausstellung.
Karin Frank lebt in Wien, ihr Atelier befindet sich im Innenhof eines Wohnbaus in Simmering.

## Werk

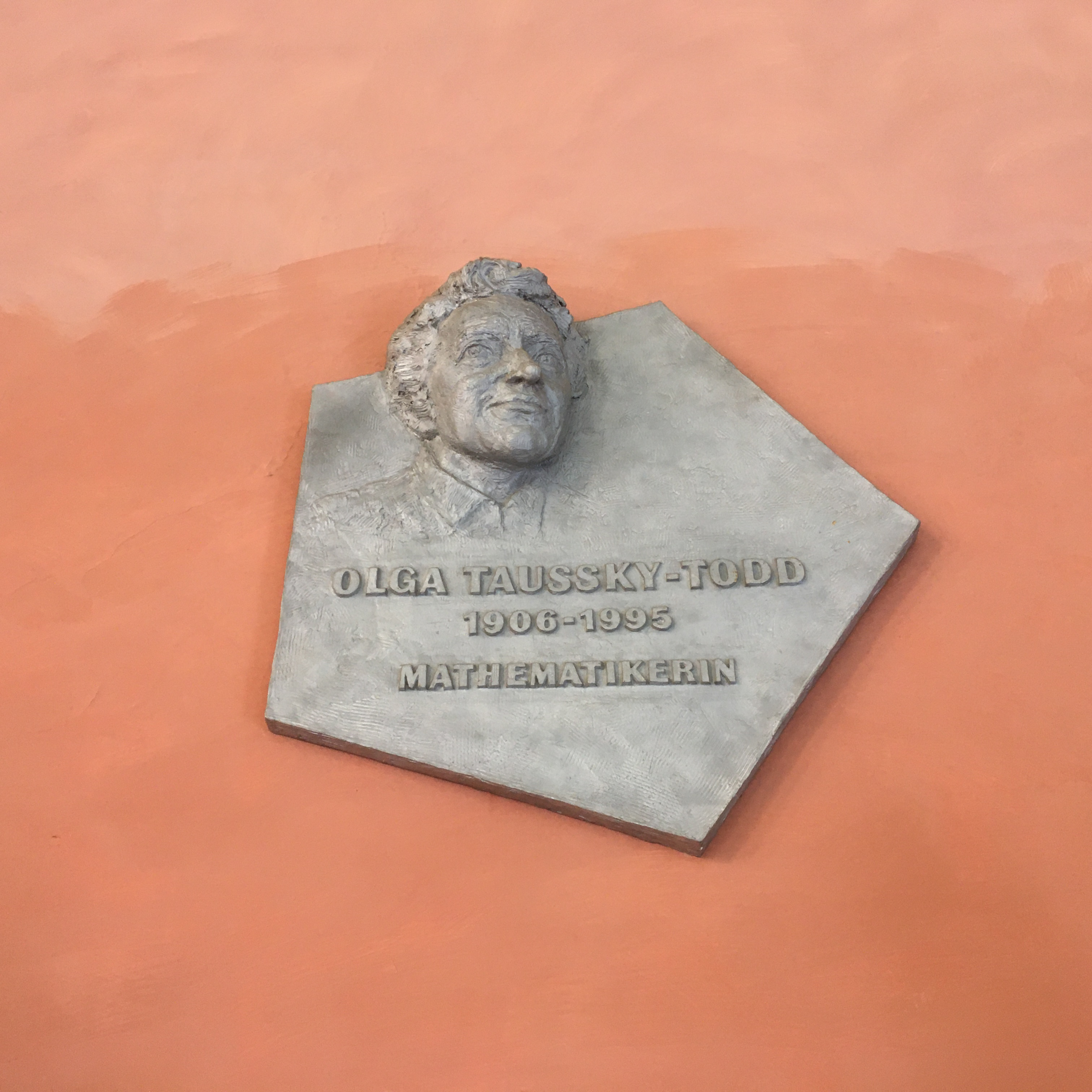
Denkmal für Olga Taussky-Todd

Karin Frank setzt als Bildhauerin vor allem das Material Holz ein. Dessen Oberflächen belässt sie typischerweise roh und unpoliert, teilweise bemalt sie sie mit Wasser- oder Acrylfarbe. Gelegentlich kombiniert sie das Holz mit Textilien oder andere Materialien. Größere Arbeiten bereitet sie mit Entwurfszeichnungen oder Plastilin- oder Alufolienmodellen vor.
Frank stellt hauptsächlich menschliche Figuren dar, seltener Tiere. Dabei handelt es sich um Einzelfiguren, Doppelpersonen oder kleine Figurengruppen, die sich mitunter auf weltkugelartigen Gebilden befinden und von Landschaftselementen umgeben sind. Die Figuren gehen häufig sexuellen Handlungen nach oder beschäftigen sich mit ihren Körperausscheidungen. Zwischen dem drastischen Inhalt und die an Volkskunst oder Spielzeug erinnernde, harmlos wirkende Ästhetik besteht eine scheinbare Widersprüchlichkeit.
Zu Franks Gesamtwerk gehören weiters Holzschnitte (überwiegend 2011 während ihres Studienaufenthalt in Krumau entstanden) und plastische Porträtarbeiten. Nachdem sie einen Kunstwettbewerb der Universität Wien zur Gestaltung von Denkmälern für Wissenschaftlerinnen gewonnen hatte, wurden ihre Porträtreliefs von Olga Taussky-Todd und Grete Mostny aus Aluminium bzw. Bronze 2016 auf dem Arkadenhof der Universität aufgestellt.
Werke von Frank befinden sich unter anderem in der Sammlung der Stadt Wien, Museum Niederösterreich, Artothek des Bundes und IKOB – Museum für zeitgenössische Kunst.
Werke (Auswahl)
- Erde 2, 2002, gefasstes Holz, 30,5 × 19 cm, Artothek des Bundes
- Schiele, 2005, polychrom bemaltes Holz, 130 × 70 × 50 cm, Museum Niederösterreich
- Katze, 2007, bemaltes Holz, Landespensionisten- und Pflegeheim Hainfeld[6]
- Bildhauerin, 2008, bemaltes Holz, 76 cm, Artothek des Bundes
- Venuspaar von Willendorf, 2010, bemaltes Holz und Horn, temporäre Ausstellung an der Fundstelle der Venus von Willendorf, Museum Niederösterreich
- Respiration, 2011, gefasstes Holz, 69 × 40 × 16,5 cm, Museum Niederösterreich
- Partnerobjekt, 2011, gefasstes Holz, 28 × 85 × 29 cm, Signatur „Karin Frank / 11“, Museum Niederösterreich
- Kontorsionistin, 2013, teilweise polychromiertes Holz, Sockelplatte bemalt, 100 cm, Museum Niederösterreich
- Denkmal Olga Taussky-Todd, 2016, Aluminiumguss, 90 × 90 cm, Arkadenhof der Universität Wien
- Denkmal Grete Mostny-Glaser, 2016, Bronzeguss, 115 × 65 cm, Arkadenhof der Universität Wien
- Transpiration, 2017, gefasstes Holz, 68,5 × 39,7 × 16,5 cm, Signatur „Karin Frank, 17“, Museum Niederösterreich

## Ausstellungen (Auswahl)

### Einzelausstellungen
- 2001: Transmedial Exercises: Renate Kordon, Karin Frank, Alfred Resch, Kulturzentrum bei den Minoriten, Graz[7]
- 2004: Karin Frank, Neue Galerie Graz

### Gruppenausstellungen
- 2000: Eigensinn und Eigensicht. Selbstportraits von Wiener Künstlern, MUSA Museum auf Abruf, Wien
- 2003: Frauenbild. Fotografie, Skulptur und Video aus der Sammlung des Niederösterreichischen Landesmuseums, Landesmuseum Niederösterreich
- 2006: Österreichische Kunst am oberen Tassenrand, IKOB – Museum für zeitgenössische Kunst, Eupen
- 2010: „Ich ist ein anderer“ – Die Kunst der Selbstdarstellung,  Landesmuseum Niederösterreich
- 2010: raum_körper_einsatz, MUSA Museum auf Abruf, Wien
- 2012: den blick öffnen, Stadtmuseum Wiener Neustadt
- 2018: Die 90er Jahre – Eine Ausstellung in drei Aufzügen, MUSA, Wien[8]
- 2022: Rendezvous mit der Sammlung, Landesgalerie Niederösterreich, Krems[9]
- 2022: Welcome my Deer | Tierkunst : Kunsttier, Bildraum Bodensee, Bregenz[10]